# Villa Henken
Die Villa Henken, Hauptstraße 23, in der niedersächsischen Gemeinde Axstedt wurde am Anfang des 20. Jahrhunderts gebaut. Aktuell (2025) wird sie zum Wohnen und gewerblich genutzt.
Das Gebäude steht unter Denkmalschutz (siehe auch Liste der Baudenkmale in Axstedt).

## Geschichte und Beschreibung
Axstedt wurde 1105 erwähnt als Achenstedi. 1718 – nach dem Bau dieses Hofes – gab es 24 Feuerstellen im Ort.
Das zweigeschossige giebelständige verputzte Gebäude auf einem großen parkähnlichen Gartengrundstück, mit bewegter Dachlandschaft in Ziegeldeckung, mit rundem dreigeschossigen Turm mit geschlossener Laterne und achteckiger kupfergedeckter Haube an der Nordostecke sowie Fachwerkgiebeln in der Ost- und Westfassade wurde um 1905 als Villa Henken gebaut. Die originale Innenausstattung ist erhalten.
Der Hof besteht aus weiteren nicht denkmalgeschützten Gebäuden.
Das Landesdenkmalamt befand u. a.: „… entspricht mit ihren Außenanlagen dem Typ eines großbürgerlichen Wohnhauses auf dem Land als Ausdruck des Konfliktes zwischen Urbanisierung und Natursehnsucht sowie des sich an den Vorbildern der aristokratischen Gesellschaft orientierenden Großbürgertums …“